# Leone Savoja
Leone Savoja (Messina, 20 ottobre 1814 – 10 maggio 1885) è stato un architetto italiano che visse e operò a Messina.
A 30 anni vinse il concorso per la cattedra di architettura dell'Ateneo cittadino, fu ingegnere capo del Genio civile, preside dell'Istituto tecnico nautico per dieci anni, preside della Facoltà di Scienze Fisiche e Matematiche nonché membro di diverse Commissioni e Consigliere di Società e Comitati tecnico-scientifici nazionali e ed internazionali.
L'intervento che gli dette maggiore fama a livello nazionale è stato il progetto e la realizzazione del Gran Camposanto di Messina, che impostò con notevole impianto scenografico e naturalistico.